# パンダレオース

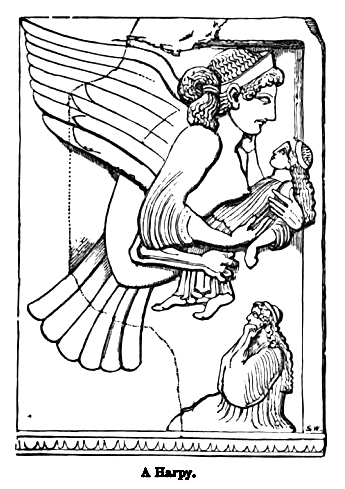
パンダレオースの娘を攫ったハルピュイア。

パンダレオース（古希:  Πανδάρεως, Pandareus）は、ギリシア神話の人物である。長母音を省略してパンダレオスとも表記される。
ミレトスの王子で、クレタ島にあるゼウスの神殿から黄金の犬を盗んだ。そこでゼウスは、パンダレオースを岩に変えられてしまった。また、パンダレオースの娘たちはハルピュイアによって攫われフューリズの下僕になっている。
アエードーン、ケリードーン、クレオドーラー、メロペーという4人の娘がいる。また、カメイローとクリュティエはパンダレオースの娘という説もある。